# Nowickia gussakovskii
Nowickia gussakovskii är en tvåvingeart som först beskrevs av Zimin 1928.  Nowickia gussakovskii ingår i släktet Nowickia och familjen parasitflugor. Inga underarter finns listade i Catalogue of Life.